# Изер (Рона)
Изер (фр. Isère) је река у Француској. Дуга је 286 km. Улива се у Рону. 